# Bundesleistungszentrum Kienbaum

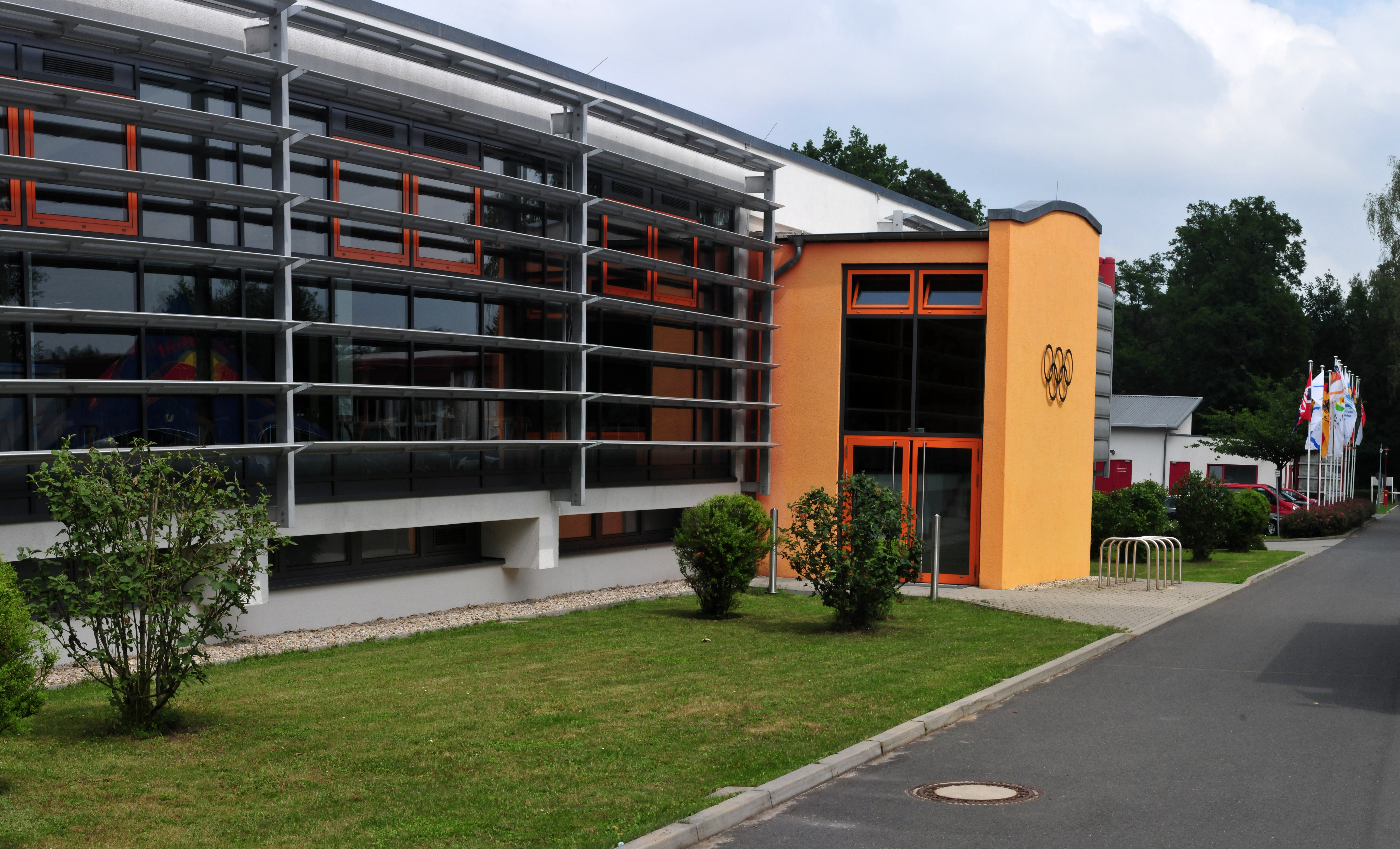
Haupteingang

Das Bundesleistungszentrum Kienbaum, am 18. Juli 2017 in Olympisches und Paralympisches Trainingszentrum für Deutschland umbenannt,  ist ein Trainingszentrum für Spitzensportler rund 40 Kilometer östlich von Berlin. Es liegt im brandenburgischen Kienbaum, Gemeinde Grünheide am Liebenberger See nahe Müncheberg. Es wird dort unter anderem in den Sportarten Leichtathletik, Kanu, Turnen, Ballspiele, Judo, Boxen, Radfahren, Triathlon, Bogenschießen, Behindertensport, Eisschnelllauf, Bobsport, Tischtennis, Segeln und Surfen trainiert. Die Hallen und Anlagen befinden sich auf dem Areal Kienbaum I und II sowie auf dem See (Kanu-Rennstrecke).
Seit 2011 ist auch die Spitzensportförderung der Bundespolizei im BLZ Kienbaum beheimatet und firmiert jetzt als Bundespolizeisportschule Kienbaum.

## Geschichte

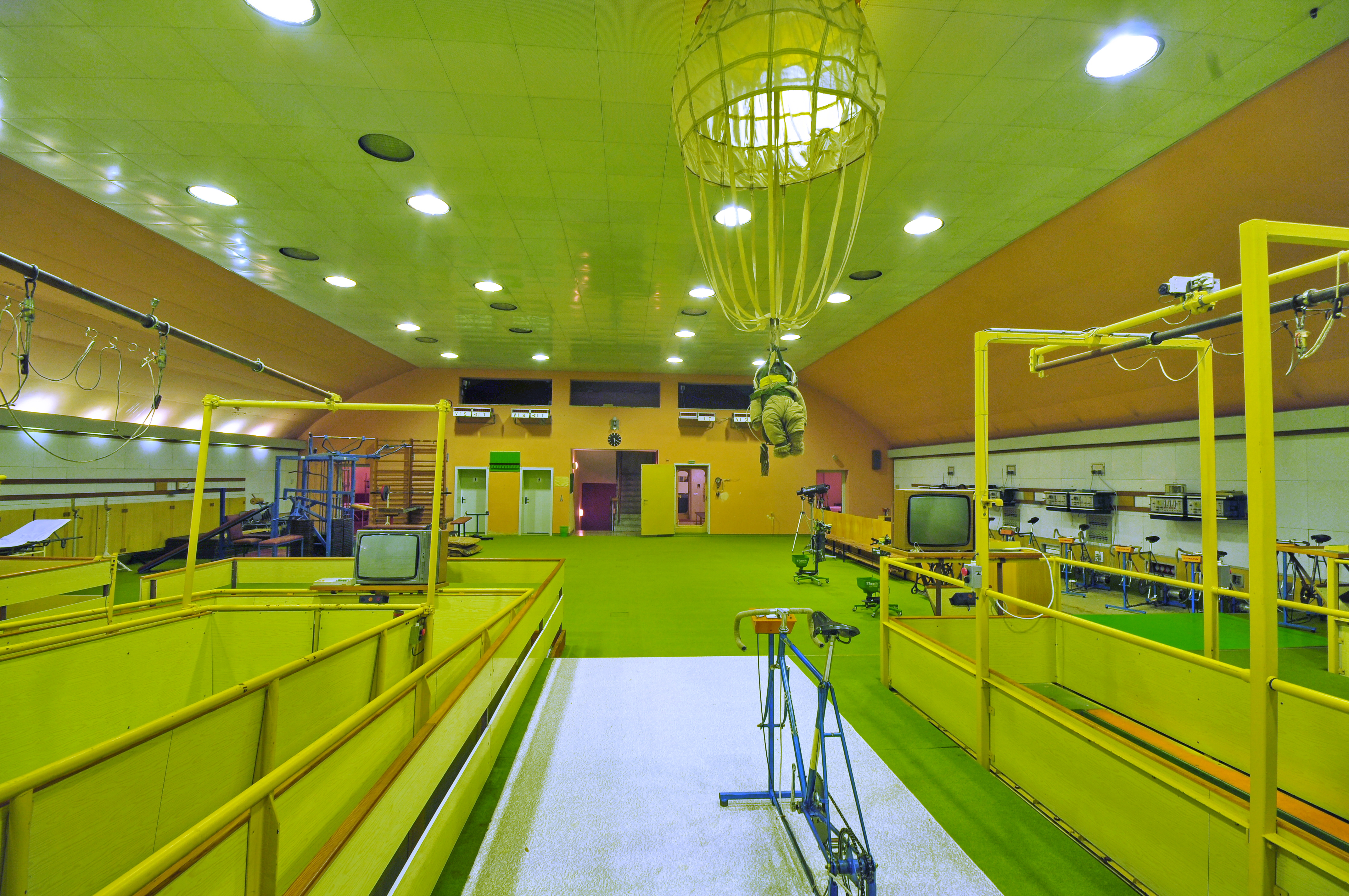
Großer Trainingsraum der Unterdruckkammer Kienbaum

Seit 1949 waren die vom Zweiten Weltkrieg verschonten Anlagen als Erholungsheim genutzt, ab 1951 auch für Sportler.
1952 trafen sich hier die fünf Architektenkollektive, die im Gestaltungswettbewerb für die Bebauung der Berliner Stalinallee als Sieger hervorgegangen waren, in einer Klausurtagung zur Abstimmung.
Offiziell wurde die gesamte Liegenschaft am 24. Juli 1952 dem Leistungssport der DDR als Trainingsstätte übergeben. Bis 1990 wurde die Sportanlage dann durch den Deutschen Turn- und Sportbund der DDR (DTSB) geführt. Nach der Wiedervereinigung beider deutscher Staaten wurde für den Sportbetrieb und auch die Bewirtschaftung der Trägerverein Bundesleistungszentrum Kienbaum e. V. verantwortlich.
Museal erhalten ist die Unterdruckkammer zur Simulierung von Höhentrainingsbedingungen bis über 3000 m Höhe. Diese wurde 1966 gebaut und später erweitert: In den Jahren 1977 bis 1979 unter der Projektverantwortung des Berliner Architekten Claus-Peter Werner. Die Kammer ging 1979 in Betrieb und hat rund 15 Millionen DDR-Mark gekostet. Die Unterdruckkammer wurde geheim gehalten, die Öffentlichkeit erfuhr erst im Februar 1990 davon.
Das Erfordernis wurde aus den Erfahrungen um die Vorbereitung und Auswertung der Olympischen Spiele von 1968 in Mexiko-Stadt (ca. 2.300 m über NHN) abgeleitet. In der Unterdruckkammer konnten auf mehreren Etagen Sportler verschiedener Disziplinen leben und trainieren. Die Funktionen der Kammer sowie die Vitalfunktionen der Sportler wurden dabei stets zentral überwacht und gesteuert. Neben einem großen Trainingsraum für Radsportler, Geher und allgemeinen Kraftsport existiert ein Wasserbecken für das Training der Kanuten, mehrere Aufenthaltsräume, in denen die Sportler eng in Doppelstockbetten untergebracht wurden, ein Arztzimmer sowie mehrere kleine Räume.
Bei einem Schwelbrand im Februar 2022 wurden das DDR-Sport-Museum sowie die Unterdruckkammer erheblich beschädigt, es entstand ein Sachschaden in Höhe von mehr als einer Million Euro.

## Ausstattung (Stand 2013)

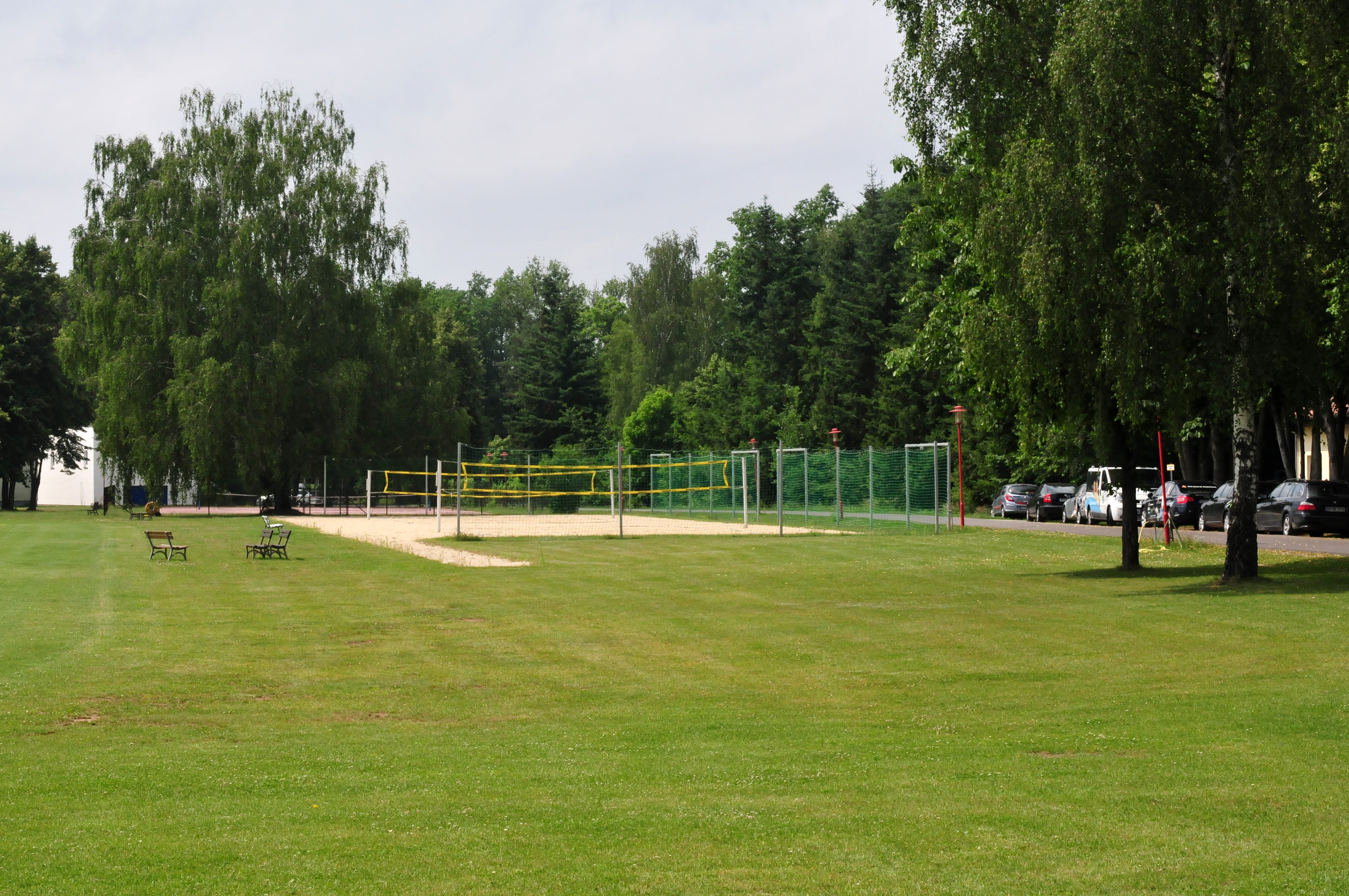
Trainingsbereich Beachvolleyball

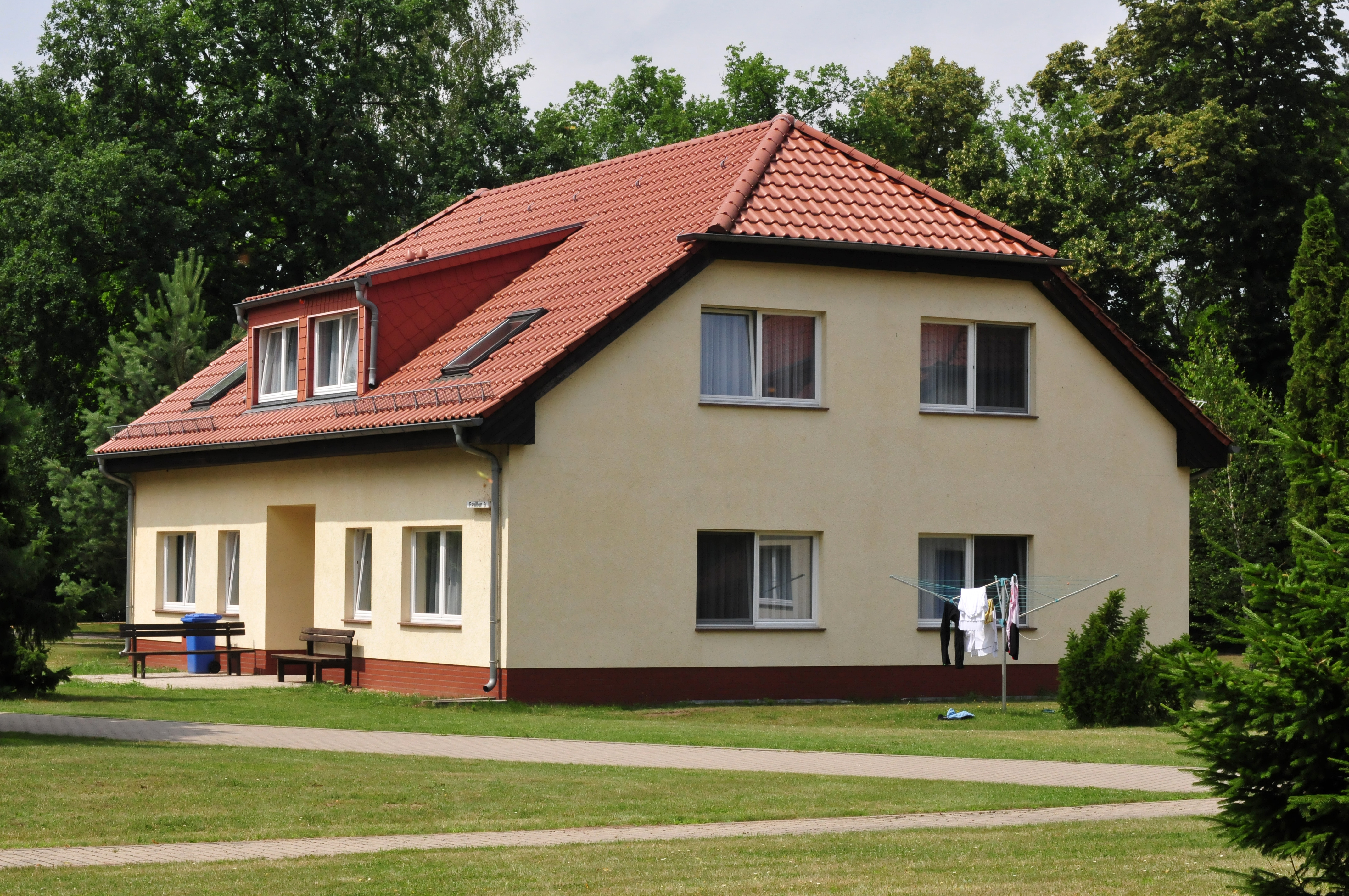
Unterkunftspavillons

- diverse Sportanlagen
  - 3 Leichtathletikanlagen
  - 2 Krafträume und Athletikanlage
  - 2 Fußballplätze
  - 2 Ballspielhallen
  - 2 Tennisplätze
  - Turnhalle
  - Schwimmhalle
  - Mehrzweckhalle
  - Bitumen-Rundbahn
  - Laufhalle
  - Kanu-Zentrum und Kanurennstrecke
  - Werferhaus
  - Bogenschießen
  - Beach-Volleyball

- Freizeitanlagen (u. a. Kegeln, Billard, Darts, Kicker)

- Tagungs- und Seminarhaus

- Neubauten ab 2009:
  - Ballspielhalle (erstmals in Deutschland mit 12,50 m Höhe internationalen Standards)
  - Ersatz der alten Pavillons in Kienbaum I durch zwei moderne Gebäude
  - Kältekammer mit bis zu −110 °C

- 2017: Laut Geschäftsführer Klaus-Peter Nowack sollte als Nächstes eine Halle mit 400-m-Bahn anvisiert werden, auf der Rollstuhlfahrer und Eisschnellläufer Rolltraining absolvieren können.[9]

## Auslastung
Jährlich nutzen ca. 62.000 Sportler die Anlagen für das Abschlusstraining vor wichtigen Wettkämpfen, Meisterschaften und Olympischen Spielen. Im Jahr der Olympischen Sommerspiele 2008 in Peking waren es 71.000. Von den 468 deutschen Olympiateilnehmern 2008 hatten sich 200 in Kienbaum vorbereitet.
2018 nutzten die Profifußballer des 1. FC Union Berlin die Kältekammer zur Vorbereitung auf ein Spiel in der 2. Bundesliga.
Neben den Spitzensportlern, den National- und Olympiamannschaften sowie Profisportlern nutzen auch regionale Sportvereine die Anlagen, so z. B. Turner aus Erkner, Triathleten aus Berlin, Leichtathleten aus Fürstenwalde, die DLRG oder Fußballer aus Kagel.

## Auszeichnungen
Für ihren Beitrag bei der Erringung der Erfolge bei den Olympischen Spielen in Montreal wurde der Sportschule des DTSB der DDR der Vaterländische Verdienstorden in Silber verliehen.
Von der bundesweiten Initiative Deutschland – Land der Ideen wurde 2010 das Bundesleistungszentrum (BLZ) Kienbaum als „das“ Zentrum für den Spitzensport in Ostdeutschland ausgewählt, weil laut Laudatio hier „Sportler in gesamtdeutschem Teamgeist trainieren“.

## Kienbaum Award

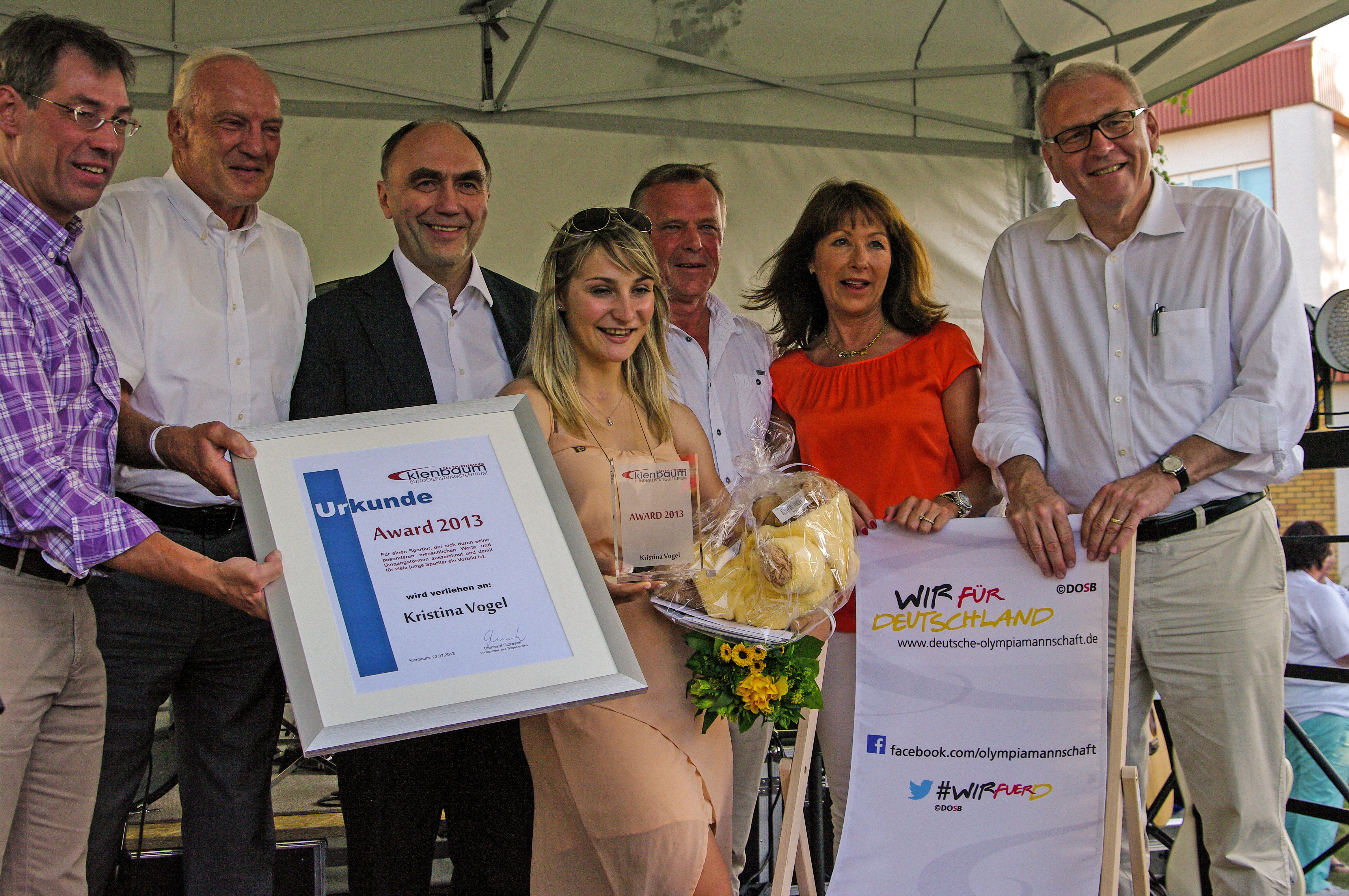
Verleihung 2013 an Kristina Vogel. v. l. n. r.: Bernhard Schwank, Heinz-Georg Moldenhauer, Christoph Bergner, Kristina Vogel, Klaus-Peter Nowack, Isolde Heinz, Michael Vesper

Seit 2012 wird jährlich der Kienbaum Sport Award verliehen. Ausgezeichnet wird eine Vorbildfunktion, die von einem Kadersportler, einem Trainer oder einer Gruppe an den Tag gelegt wird. Auswahlkriterien sind Respekt, Höflichkeit, Hilfsbereitschaft, Mut, Ehrlichkeit, Bescheidenheit und Selbstbeherrschung. Den Preis erhielt 2012 Betty Heidler. Weiter nominiert waren: David Storl, Pablo Hernandez, Carolin Leonhardt, Siena Christen, Philipp Boy und Tomasz Wylenzek.
Für die Verleihung 2013 waren nominiert: Andreas Toba, Kristina Vogel, Robert Zimmermann, Marianne Buggenhagen, Ulrich Iser, Franka Dietzsch und Steffi Nerius. Der Kienbaum-Award 2013 wurde am 23. Juli an Kristina Vogel verliehen.